# Biała Woda Białczańska

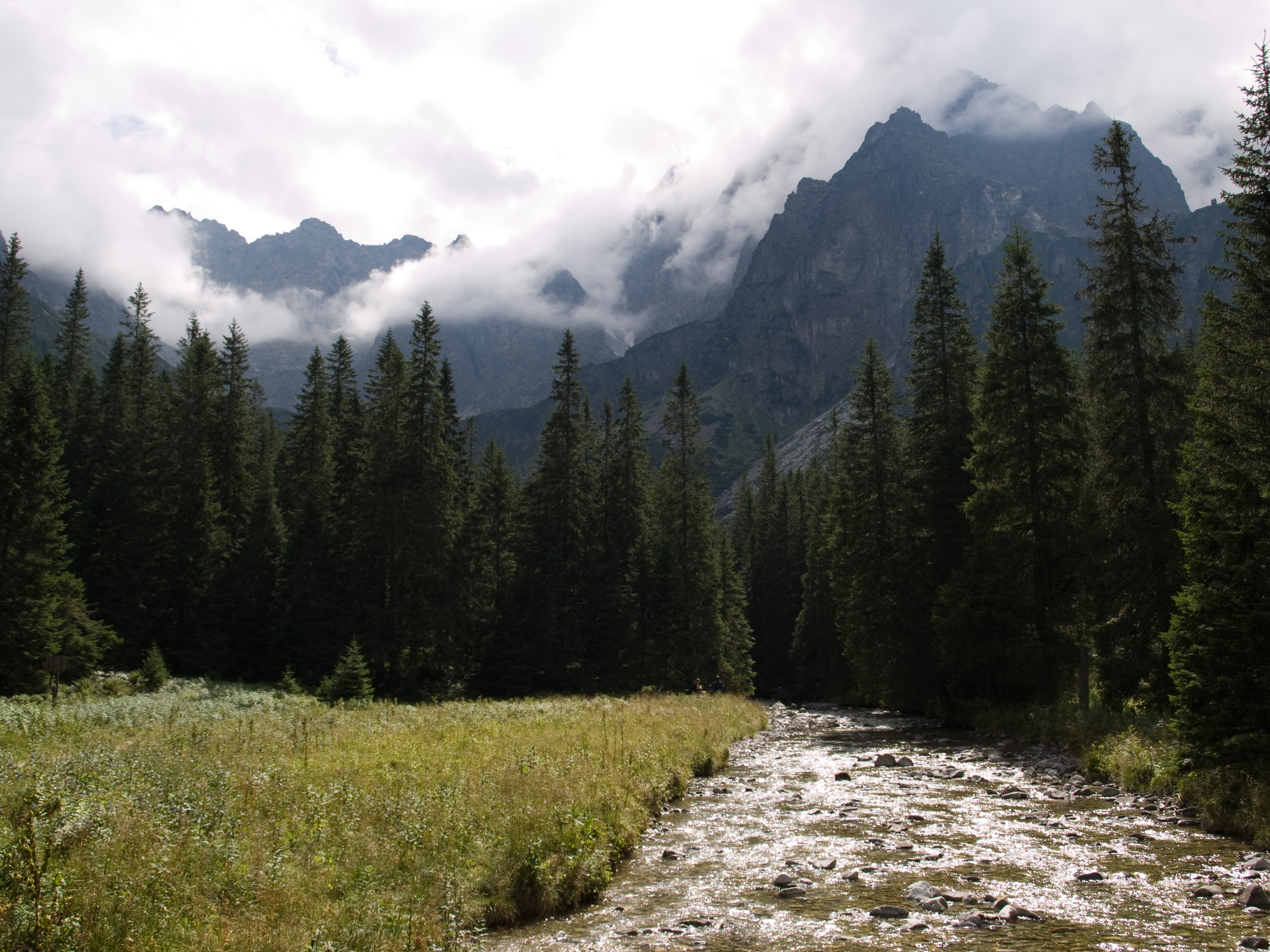
Biała Woda w okolicach Polany pod Wysoką

Biała Woda, również Biała Woda Białczańska (słow. Biela voda, niem. Poduplazkibach, węg. Poduplaszki-patak) – potok płynący Doliną Białej Wody w słowackich Tatrach. Jest głównym ciekiem wodnym tej doliny. Powstaje pod progiem Doliny Kaczej (na wysokości ok. 1420 m n.p.m.) z połączenia Kaczego Potoku i Litworowego Potoku. Na wysokości granicy polsko-słowackiej (ok. 1075 m n.p.m.) łączy się z Rybim Potokiem (płynącym Doliną Rybiego Potoku z Morskiego Oka) i razem tworzą rzekę Białkę. Biała Woda ma kilka większych dopływów w obrębie Doliny Białej Wody, są to: Ciężki Potok, Świstowy Potok, Rówienkowy Potok, Litworowa Woda, Żabi Potok Białczański i Spismichałowy Potok.

## Nazewnictwo
Nazwa Biała Woda pochodzi od jasnych kamieni znajdujących się na dnie potoku. Jest ona niekiedy błędnie używana w stosunku do górnego biegu Białki.
Słowacka nazwa Biela voda obejmuje Białkę razem ze źródłową Białą Wodą. Słowacy traktują je jako jeden ciek, którego dopływem jest Rybi Potok. Podobnie rzecz ma się z dolinami: Dolina Białki i Dolina Białej Wody obejmowane są wspólnym mianem Bielovodská dolina.

## Szlaki turystyczne
Czasy przejścia podane na podstawie mapy.
  – niebieski szlak z Łysej Polany wzdłuż Białki i Białej Wody do Doliny Litworowej, stamtąd do Kotła pod Polskim Grzebieniem i na Rohatkę.
- Czas przejścia z Łysej Polany do rozdroża pod Polskim Grzebieniem: 4:55 h, ↓ 4:25 h
- Czas przejścia od rozdroża na Rohatkę: 45 min, ↓ 35 min